# John Spencer (snooker)
Pour les articles homonymes, voir John Spencer et Spencer.
John Spencer est un joueur de snooker anglais, né le 18 septembre 1935 à Radcliffe, et mort le 11 juillet 2006 à Bolton.
En activité de 1968 à 1992, il est devenu en 1977 le premier joueur à sortir victorieux du championnat du monde au Crucible Theatre. Peu avant, il avait déjà remporté deux fois la compétition, en 1969 et en 1971. Pendant la saison 1977-1978, il officie en tant que no 2 mondial, et se maintient dans le top 16 jusqu'en 1985.

## Biographie

### Naissance et jeunesse
Né à Radcliffe en 1935, Spencer suit sa scolarité à l'école pour garçons de Whitefield. Il entreprend une carrière de joueur de snooker lorsqu'il est âgé de quinze ans. Cependant, son manque de rigueur freine sa progression au niveau international, et il ne devient professionnel qu'à l'âge de 31 ans.
Il dispute son premier tournoi en 1964 et remporte son premier titre au championnat d'Angleterre pour amateurs de 1966.

### Carrière professionnelle (1968-1992)

#### Point culminant (1968-1980)
John Spencer commence sa carrière par un titre de champion du monde remporté en 1969. Il remporte le titre une nouvelle fois en 1971, et perd la finale de l'édition 1972. Au championnat du monde 1977, Spencer écarte le joueur canadien Cliff Thorburn, et devient ainsi le premier à glaner le titre de champion du monde au Crucible Theatre de Sheffield. La saison qui suit ce titre de champion du monde, il atteint la 2e place mondiale et se maintient dans le top 5 pendant trois saisons, sans remporter le moindre tournoi comptant pour le classement.
C'est surtout sur les autres compétitions que le joueur de Radcliffe s'illustre ; il remporte au cours de sa carrière un total de 26 tournois non classés, dont le Masters en 1975. En janvier 1979, il est le premier joueur professionnel à réaliser un break maximal de 147 points en compétition.

#### Maladie et fin de carrière (1981-1992)
Sa fin de carrière est gâchée par une myasthénie grave, dont les symptômes comprennent une vision double. Bien que fortement handicapé par cette maladie, Spencer connait une progression mémorable au classement de fin de saison 1983-1984 ; il passe de la 16e à la 13e position pour la saison suivante.
Il prend sa retraite sportive en 1992, et dispute son dernier match au championnat du monde de snooker seniors de 1991.

### Dernières années et décès
Spencer a continué à faire quelques exhibitions après son retrait du circuit et a été reconnaissant envers le manageur de Stephen Hendry, Ian Doyle, qui a été à l'origine de ces exhibitions. Peu de temps après, il a commencé à avoir des problèmes de veines dans les jambes, ce qui a rendu ses déplacements très difficiles. Il dispute sa dernière exhibition en 1997, lors du Pot Black seniors. Pendant l'événement, il avoue souffrir d'une dépression causée par sa maladie de la vision.
L'évolution négative de sa maladie le contraint à abandonner ses fonctions de commentateur. Il raconte ce moment difficile dans ses mémoires et évoque la gentillesse de ses collègues qui l'auraient soutenu jusqu'à son départ.
Le 28 janvier 2003, on lui diagnostique un cancer de l'estomac, mais Spencer se refuse à un traitement, préférant profiter de ses dernières années sans souffrir des effets indésirables de la chimiothérapie. Il se rend pour la dernière fois au Crucible Theatre pour un défilé des légendes au championnat du monde 2005. En août de la même année, il réalise un saut en parachute grâce à des fonds récoltés. Sa biographie est d'ailleurs publiée la même année, avec comme intitulé « Out of the Blue and into the Black ».
Il meurt des suites de son cancer le 11 juillet 2006.

## Palmarès
| Légende | Catégorie                      | Titres                         | Finales                        |
|         | Tournois classés               | 1                              | 0                              |
|         | Tournois non classés           | 22                             | 20                             |
|         | Tournois en équipes            | 1                              | 2                              |
|         | Tournois pro-am                | 0                              | 2                              |
|         | Tournois amateurs              | 1                              | 3                              |
| Gras    | Tournois de la triple couronne | Tournois de la triple couronne | Tournois de la triple couronne |

### Titres
| Saison    | Nom du tournoi                          | Lieu       | Finaliste      | Score | Tableau |
| 1966      | Championnat d'Angleterre amateur        |            | Marcus Owen    | 11-5  |         |
| 1968-1969 | Championnat du monde                    | Londres    | Gary Owen      | 37-24 | Tableau |
| 1969-1970 | Pot Black                               | Birmingham | Ray Reardon    | 1-0   |         |
| 1970-1971 | Championnat du monde (2)                | Sydney     | Warren Simpson | 37-29 | Tableau |
| 1970-1971 | Pot Black (2)                           | Birmingham | Fred Davis     | 1-0   |         |
| 1970-1971 | Tournoi Park Drive 2000 (printemps)     |            | Rex Williams   | 4-1   |         |
| 1971-1972 | Tournoi de Stratford                    | Wilmcote   | David Taylor   | 5-2   |         |
| 1971-1972 | Tournoi Park Drive 2000 (printemps) (2) |            | Alex Higgins   | 4-3   |         |
| 1972-1973 | Tournoi Park Drive 2000 (automne)       |            | Alex Higgins   | 5-3   |         |
| 1972-1973 | Tournoi Park Drive 1000                 | Leeds      | Jackie Rea     | 3-2   |         |
| 1973-1974 | Open Norwich Union                      | Londres    | John Pulman    | 8-7   | Tableau |
| 1973-1974 | Ladbrokes Gala Event                    | Inconnu    | Ray Edmonds    | 3-2   |         |
| 1974-1975 | Open Norwich Union (2)                  | Londres    | Ray Reardon    | 10-9  | Tableau |
| 1974-1975 | Jackpot Automatics                      | Inconnu    | Alex Higgins   | 5-0   |         |
| 1974-1975 | Masters                                 | Londres    | Ray Reardon    | 9-8   | Tableau |
| 1974-1975 | Tournoi d'Irlande Benson & Hedges       | Dublin     | Alex Higgins   | 9-7   | Tableau |
| 1974-1975 | Ashton Court Country Club Event         | Inconnu    | Alex Higgins   | 5-1   |         |
| 1975-1976 | Pot Black (3)                           | Birmingham | Dennis Taylor  | 1-0   |         |
| 1975-1976 | Tournoi d'Irlande Benson & Hedges (2)   | Dublin     | Alex Higgins   | 5-0   | Tableau |
| 1976-1977 | Open du Canada                          | Toronto    | Alex Higgins   | 17-9  | Tableau |
| 1976-1977 | Championnat du monde (3)                | Sheffield  | Cliff Thorburn | 25-21 | Tableau |
| 1976-1977 | Tournoi Pontins                         | Prestatyn  | John Pulman    | 7-5   | Tableau |
| 1977-1978 | Masters d'Irlande                       | Kildare    | Doug Mountjoy  | 5-3   | Tableau |
| 1977-1978 | Tournoi Castle                          | Inconnu    | Alex Higgins   | 5-3   |         |
| 1978-1979 | Tournoi international Holsten Lager     | Slough     | Graham Miles   | 11-7  | Tableau |
| 1978-1979 | Tournoi international de Bombay         | Bombay     | Dennis Taylor  | [ 8 ] | Tableau |
| 1979-1980 | Classique de snooker                    | Manchester | Alex Higgins   | 4-3   | Tableau |
| 1980-1981 | Masters d'Australie                     | Sydney     | Dennis Taylor  | [ 9 ] | Tableau |
| 1981-1982 | Coupe du monde                          | Reading    | Pays de Galles | 4-3   | Tableau |

### Finales perdues
| Saison    | Nom du tournoi                       | Lieu          | Finaliste       | Score       | Tableau |
| 1964      | Championnat d'Angleterre amateur     |               | Ray Reardon     | 8-11        |         |
| 1965      | Championnat d'Angleterre amateur (2) |               | Pat Houlihan    | 3-11        |         |
| 1966      | Championnat du monde amateur         | Karachi       | Gary Owen       | Championnat |         |
| 1968-1969 | Pot Black                            | Birmingham    | Ray Reardon     | 0-1         | Tableau |
| 1969-1970 | Tournoi de Chester                   | Chester       | Jackie Rea      | 3-4         | Tableau |
| 1970-1971 | Tournoi de Chester (2)               | Chester       | Jackie Rea      | 3-4         | Tableau |
| 1970-1971 | Tournoi Park Drive 600               | Sheffield     | Ray Reardon     | 0-4         | Tableau |
| 1971-1972 | Tournoi Park Drive 2000 (automne)    |               | Ray Reardon     | 3-4         | Tableau |
| 1971-1972 | Championnat du monde                 | Birmingham    | Alex Higgins    | 32-37       | Tableau |
| 1971-1972 | Men of the Midlands                  | Angleterre    | Alex Higgins    | 2-4         | Tableau |
| 1972-1973 | Tournoi de Stratford                 | Wootton Wawen | Alex Higgins    | 3-6         | Tableau |
| 1973-1974 | Pot Black (2)                        | Birmingham    | Graham Miles    | 0-1         | Tableau |
| 1973-1974 | Tournoi Pontins                      | Prestatyn     | Ray Reardon     | 9-10        | Tableau |
| 1973-1974 | Tournoi Pontins pro-am (printemps)   | Birmingham    | Doug Mountjoy   | 4-7         | Tableau |
| 1975      | Open Castle                          |               | Alex Higgins    | 2-5         |         |
| 1974-1975 | International Ladbroke               |               | Reste du monde  | [ 10 ]      | Tableau |
| 1974-1975 | Tournoi Pontins (2)                  | Prestatyn     | Ray Reardon     | 4-10        | Tableau |
| 1977-1978 | Open du Canada                       | Toronto       | Alex Higgins    | 14-17       | Tableau |
| 1977-1978 | Tournoi Pontins (3)                  | Prestatyn     | Ray Reardon     | 2-7         | Tableau |
| 1978-1979 | Tournoi Forward Chemicals            | Manchester    | Ray Reardon     | 6-9         | Tableau |
| 1979-1980 | Tournoi international Limosin        | Cape Town     | Eddie Charlton  | 19-23       | Tableau |
| 1979-1980 | Coupe du monde                       | Birmingham    | Pays de Galles  | 3-14        | Tableau |
| 1981-1982 | Masters d'Australie                  | Sydney        | Tony Meo        | [ 9 ]       | Tableau |
| 1981-1982 | Masters des Highlands                | Inverness     | Ray Reardon     | 4-9         | Tableau |
| 1983-1984 | Pot Black (3)                        | Birmingham    | Terry Griffiths | 1-2         | Tableau |
| 1983-1984 | Tournoi Pontins (4)                  | Prestatyn     | Willie Thorne   | 7-9         | Tableau |
| 1984-1985 | Tournoi Pontins (5)                  | Prestatyn     | Terry Griffiths | 7-9         | Tableau |